# Parque Nacional Galathea

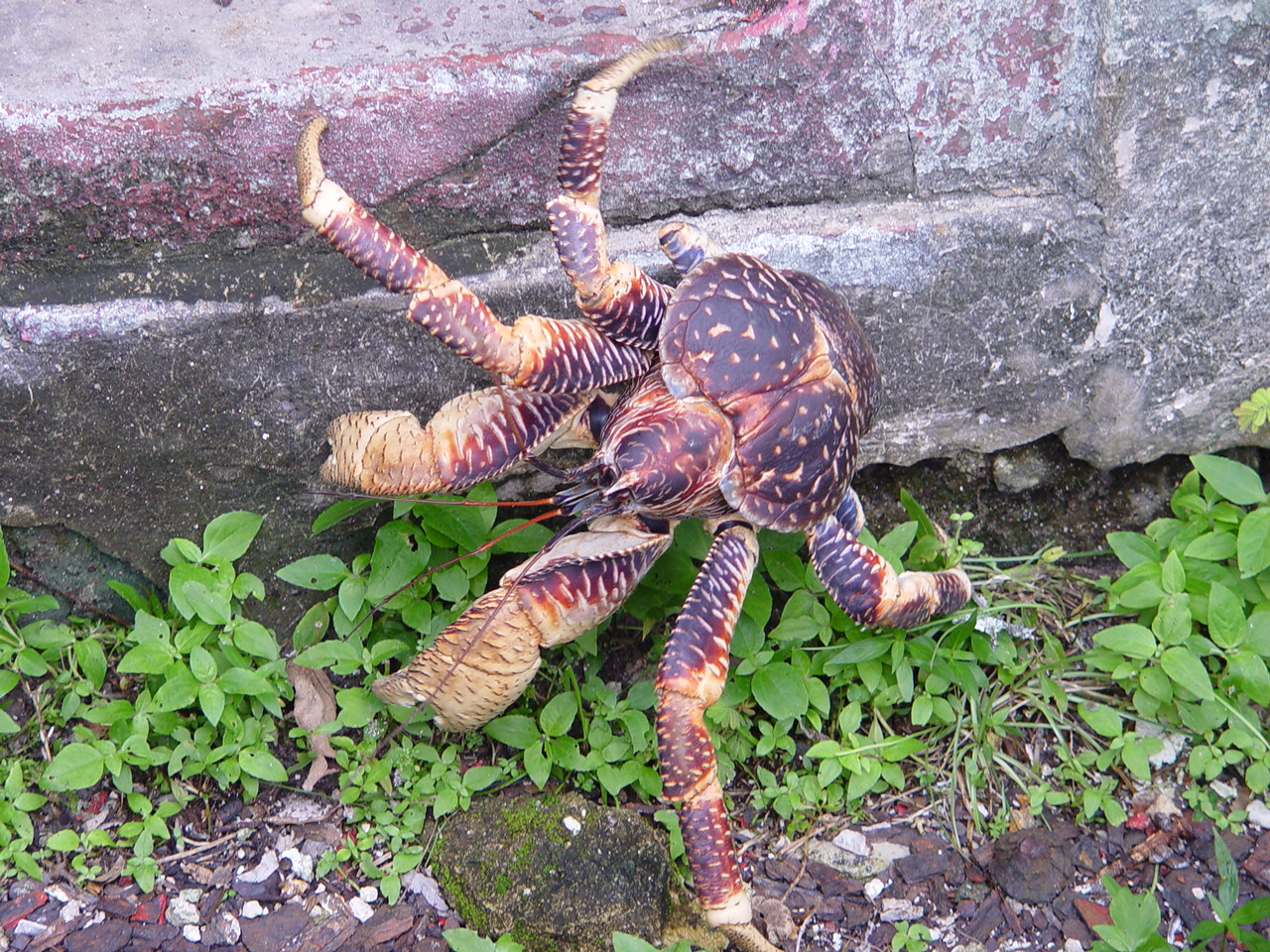
O caranguejo gigante

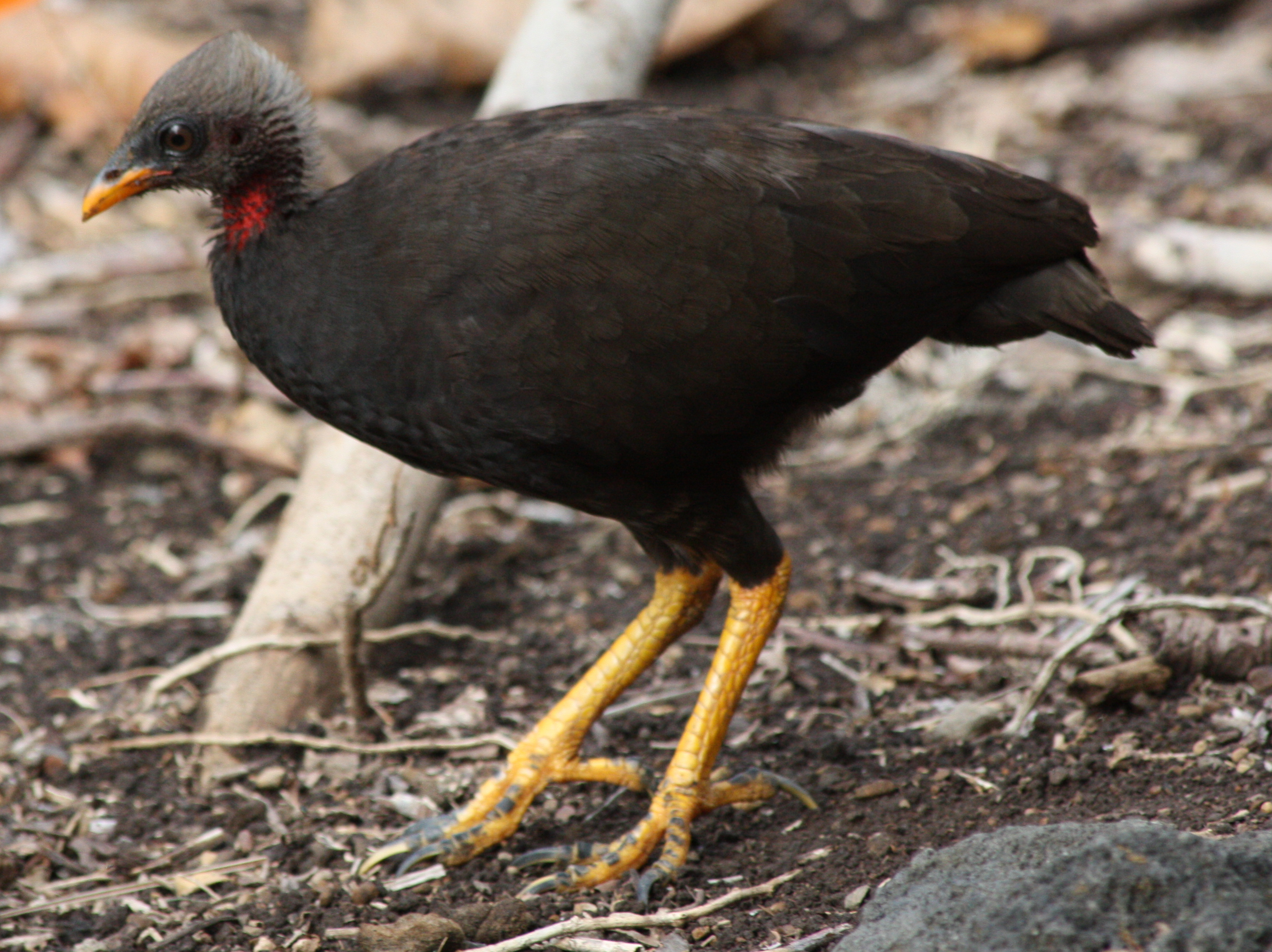
Um megapodo

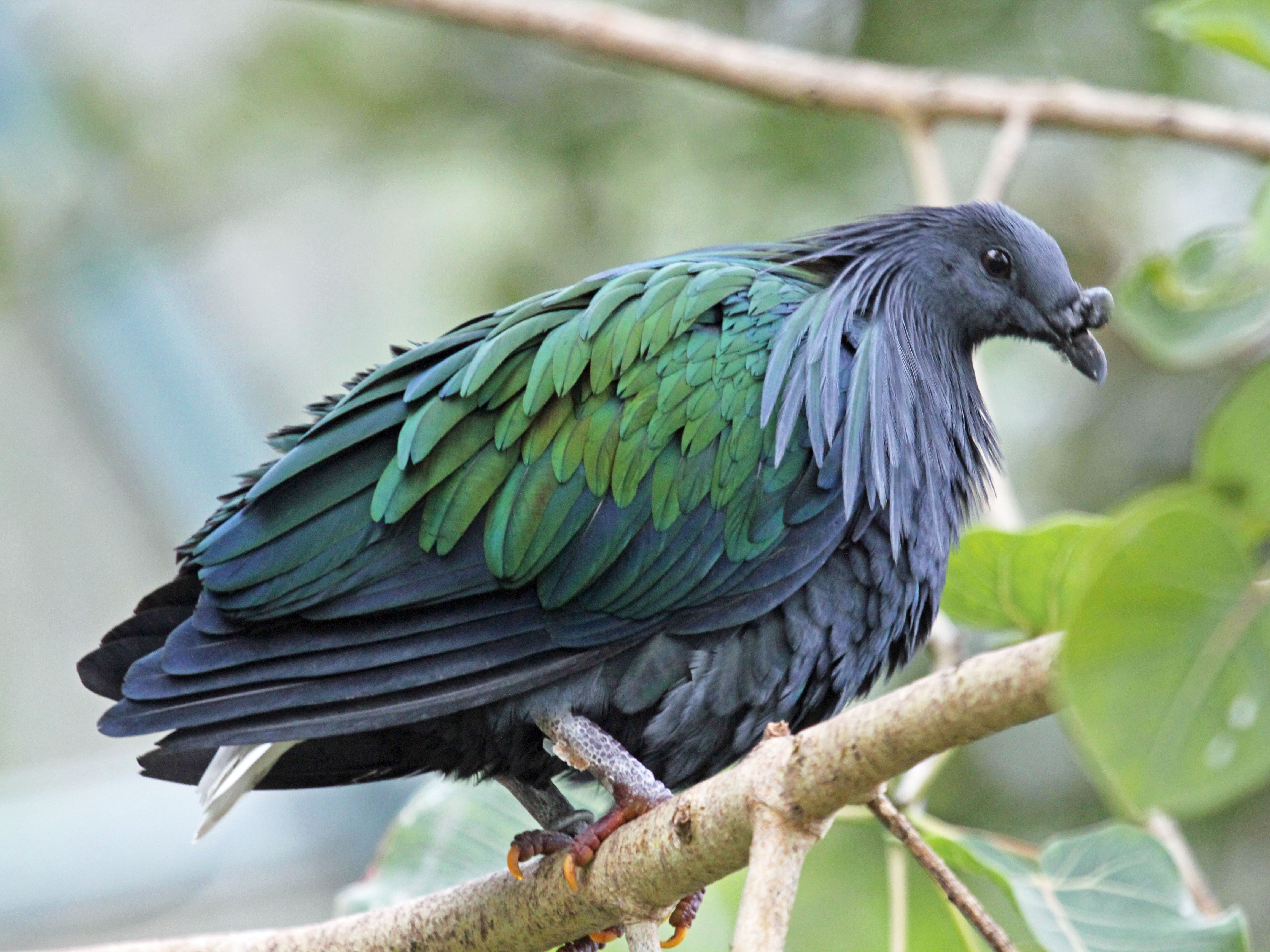
Pombo nicobar

O Parque Nacional Galathea é um parque nacional localizado no Território da União de Andaman e Nicobar, na Índia.

## Flora
A vegetação consiste principalmente em florestas tropicais e subtropicais húmidas .

## Fauna
As espécies animais notáveis encontradas no parque incluem o caranguejo gigante, o megapode e o pombo Nicobar .

### Chegando ao Parque Nacional Galathea
As ilhas Andaman e Nicobar têm apenas um aeroporto, Port Blair. Existem voos diários de e para Port Blair para Chennai e Calcutá. O tempo de voo é de 2 horas.